# 井内正敏
井内 正敏（いのうち まさとし、1958年8月9日 - ）は、日本の内閣府官僚。千葉大学法経学部助教授や、内閣府経済社会総合研究所総括政策研究官、内閣府大臣官房総括審議官、消費者庁次長等を経て、帝京大学経済学部教授、日本消費者政策学会副会長。

## 人物・来歴
東京都出身。1982年東京大学経済学部経済学科卒業、三菱銀行入行。1984年東京大学経済学部経営学科卒業、経済企画庁入庁。1993年財団法人世界平和研究所主任研究員。1994年中央大学経済学部兼任講師。1998年千葉大学法経学部経済学科助教授。1999年埼玉県立大学保健医療福祉学部非常勤講師、千葉経済大学経済学部非常勤講師、麗澤大学国際経済学部非常勤講師。2000年経済企画庁経済研究所主任研究官、政策研究大学院大学政策研究プロジェクトセンター客員助教授。同年経済企画庁国民生活局消費者行政第一課調査官。
2001年内閣府国民生活局総務課調査室長。2002年内閣府政策統括官（経済財政運営担当）付参事官（国際経済担当）付企画官。2002年国民生活センター総務企画部企画広報課長。2004年内閣府大臣官房参事官（総務課担当）。2005年内閣府大臣官房参事官（人事課担当）。2006年内閣府国民生活局消費者企画課長。2007年内閣官房内閣参事官（内閣官房副長官補付）。2009年内閣府大臣官房国際課長、消費者庁消費者委員会設立準備室参事官。
2009年消費者庁総務課長。2011年金融庁総務企画局参事官（監督局担当）、内閣府大臣官房審議官。2013年内閣府大臣官房政策評価審議官、内閣府独占禁止法審査手続検討室長。2015年消費者庁審議官。2016年から内閣府大臣官房総括審議官を務め、加計学園問題への対応にあたるなどした。2017年内閣府経済社会総合研究所総括政策研究官。2018年消費者庁政策立案総括審議官、日本消費者政策学会副会長、法政大学大学院政策創造研究科兼任講師。同年消費者庁次長。2019年退官。2020年帝京大学経済学部経済学科教授。

## 著書
- 『制度・システム変革の国際経済学』日本評論社 1996年
- 『日本の消費者問題』建帛社 2007年
- 『日本の消費者政策－公正で健全な市場をめざして』創成社 2020年